# Штаремберг, Гвидо фон
Граф Гвидобальд фон Штаремберг (нем. Guido von Starhemberg; 1657, Грац — 7 марта 1737, Вена) — австрийский фельдмаршал из рода Штарембергов.

## Биография
Выдвинулся уже при защите Вены против турок (1683), которой командовал его двоюродный брат Эрнст Рюдигер. Он был тяжело ранен при обеих осадах Офена (в 1684 и 1686 годах). В 1687 году участвовал в битве при Мохаче (12 августа) и взял Клаузенбург. После взятия Белграда Штаремберг был назначен его комендантом, с поручением восстановить его укрепления. Большие услуги, оказанные Штарембергом маркграфу Людвигу Баденскому в 1689 году, были вознаграждены производством его в генерал-майоры.
Продержавшись затем в Нише до последней крайности, к удивлению турок, которые позволили ему свободно отступить с своим отрядом в Белград, он долго оборонял Эссек, участвовал затем в битве при Чланкамене 19 августа 1691 года, где был ранен, и в нападении на Белград, при котором получил две раны.
После короткой службы на Рейне, где он устроил трирскому архиепископу две крепости, Кобленц и Эренбрейтштейн, Штаремберг опять сражается под Белградом, после чего получает назначение командующего войсками в Петервардейне; в битве при Зенте 11 сентября 1697 года он много содействовал решительной победе имперцев. Назначенный военным начальником пограничной области, он жил в Эссегге.
С 1700 года восстание Ракоци и война за испанское наследство вернули Штаремберга на поле боя. Взяв в плен Вильруа и его войско (1702), он руководил осадой Мантуи и с особенным отличием сражался в кровавом бою при Луцарре (15 августа 1702 года). Когда принц Евгений отлучился в Вену, команду над войском он передал Штарембергу. Разбив бурбонского генерала Альберготти, Штаремберг оказался вынужденным совершить в декабре 1703 - январе 1704 гг. мучительный поход в Пьемонт; при Страделле и при Кастельнуово-Бормида отбился от противника и соединился с савойским герцогом Виктором-Амадеем.
Вскоре между ним и герцогом произошли недоразумения, которые положили начало некоторому отчуждению между ним и принцем Евгением. После смерти Леопольда I Штаремберг получает назначение главнокомандующим в Верхнюю Венгрию (1705), берет Гран, освобождает Тренчин и захватывает многие другие крепости.
Посланный в Испанию на помощь эрцгерцогу Карлу, он встретил здесь массу препятствий разного рода; тем не менее он остановил успехи герцога Орлеанского, но с малыми силами и при постоянных неудачах других полководцев многого сделать не мог; просил подкреплений, потом отзыва из Испании, ссылаясь на своё нездоровье, но тщетно. В 1710 году, едва поправившись после тяжелой болезни, он разбил противников при Альменаре и при Сарагосе. После поражения союзников-англичан, не послушавшихся советов Штаремберга, последний в битве при Вильявисьосе отбросил Вандома и Филиппа V, но общей неудачи в делах изменить не мог.
Когда умер Иосиф I, Карл уехал в Германию, оставив Штаремберга помощником своей жены. По отъезде последней Штаремберг получил титул вице-короля (1712—1714) и провел очищение Каталонии на основании постановлений Утрехтского мира. В 1717 году он переселился в Вену, но, вследствие вражды и интриг, не получил почетной должности, которой очень желал, — президента гофкригсрата.